# جورج روش إيفانز
جورج روش إيفانز (بالإنجليزية: George Roche Evans)‏ هو كاهن كاثوليكي أمريكي، ولد في 25 سبتمبر 1922 في دنفر في الولايات المتحدة، وتوفي بنفس المكان في 13 سبتمبر 1985.